# Renon
Renon, németül: Ritten, település Olaszországban, Bolzano autonóm megyében. Lakosainak száma 8052 fő (2023. január 1.). Renon Barbiano, Castelrotto, Cornedo all’Isarco, San Genesio Atesino, Villandro, Bolzano, Fiè allo Sciliar és Sarentino községekkel határos.

## Népesség
A település népességének változása:
| Lakosok száma | 7847 | 7892 | 8052 |
|               | 2017 | 2018 | 2023 |